# Leipziger Schauspielhaus

Das Leipziger Schauspielhaus in der Sophienstraße

Sitzplan Leipziger Schauspielhaus 1921

Das Leipziger Schauspielhaus war ein Privattheater in der südlichen Vorstadt Leipzigs, dem jetzigen Ortsteil Zentrum-Süd. Es befand sich in der Sophienstraße 17–19 (heute: Shakespearestraße). Das beim angloamerikanischen Luftangriff auf Leipzig am 4. Dezember 1943 vollständig zerstörte Gebäude wurde nicht wieder aufgebaut.

## Geschichte
Das Theatergebäude entstand in den Jahren 1873–1874 nach Plänen des Baumeisters Otto Stengel als ein Hofgebäude mit angebautem, der Straßenflucht folgendem Vorderhaus. Am 11. Oktober 1874 erfolgte die Eröffnung unter dem Namen Carl-Theater.
In den folgenden Jahren fanden verschiedene Um- und Erweiterungsbauten statt. 1914 erfolgte eine grundlegende Neugestaltung und Modernisierung des Zuschauerraumes und der Bühnentechnik. Das Theater besaß zwei Ränge und einen vertieften Orchestergraben für 22 Musiker. Bei der Eröffnung verfügte das Theater über 1844 Plätze, nach dem Umbau über 863 Plätze. Die Bühne war in eine Vor- und Hinterbühne sowie eine Unterbühne aufgeteilt. Sie verfügte über eine Drehscheibe, eine zerlegbare Schiebebühne, eine Versenkungsanlage und einen Bühnenhimmel.
Unter den ersten Besitzern, Operettendirektor Ferdinand von Strantz und A. C. Friedrich, wurden vorwiegend Schwänke, Possen und Operetten aufgeführt. Dabei wechselten die Direktoren und die Ensembles häufig.
Im Jahre 1887 pachtete der Direktor der städtischen Bühnen Max Staegemann das Haus und benannte es nach der damaligen Sächsischen Königin Carola-Theater. Unter seiner Direktion wurde das Haus nur im Winterhalbjahr an Sonntagen bespielt und blieb weiterhin ein reines Vaudeville-Theater. In den Jahren 1895 bis 1898 überließ er die Spielstätte der Leipziger Literarischen Gesellschaft, die sich der Pflege moderner Dramen und Literatur verschrieben hatte. 1899 entschied die Stadtverwaltung gegen den Willen Staegemanns, den Pachtvertrag für das Carola-Theater aufzuheben.

Anton Christian Hartmann (1860–1912)

Nun übernahm Anton Hartmann das Theater, der mit seinem Oberspielleiter Arthur Eggeling das seichte Repertoire zunehmend verbannte. Zum neuen Ensemble gehörten neben Hartmann auch Lothar Mehnert, Hans Marr, Ernst Bornstedt, Wilhelm Berthold, Bernhard Wildenhain, Hans Leibelt, Franz Herterich, Theodor Loos, Margarete Paschke, Julia Siegert, Emilie Winterberg und später auch Lina Carstens. Insgesamt bestand das künstlerische Personal um das Jahr 1900 aus siebzehn Damen und dreiundzwanzig Herren.
Hartmann nannte die Spielstätte nun Leipziger Schauspielhaus und eröffnete es am 10. September 1902 mit einer Ouvertüre, einem Prolog und drei Bühnenwerken: Wallensteins Lager, Die Geschwister und Bussons Ruhmlose Helden. Der Premierenabend wurde ein voller Erfolg. Allein im ersten Winterhalbjahr zogen neben Gastspielen von Agnes Sorma über sechzehn Bühnenwerke die Zuschauer in ihren Bann, unter anderem:
- Der Probekandidat von Max Dreyer,

Fritz Viehweg (1880–1929)

- Die Ehre, Johannisfeuer und Schmetterlingsschlacht von Hermann Sudermann,
- Lebendige Stunden und Liebelei von Arthur Schnitzler,
- Das Glas Wasser von Eugène Scribe,
- Jugend von Max Halbe,
- Nora von  Henrik Ibsen,
- Die Ahnfrau und Esther von Franz Grillparzer,
- Der neue Herr von Ernst von Wildenbruch,
- Der Geizige und Die gelehrten Frauen von Molière,
- Egmont von Johann Wolfgang von Goethe
- Die Lokalbahn und Die Medaille von Ludwig Thoma.

Unter Hartmanns Intendanz entwickelte sich das Leipziger Schauspielhaus mehr und mehr von einem Literatur-Theater zur Avantgarde-Bühne. Nach seinem Tod im Jahre 1912 übernahm der damalige Dramaturg des Theaters, Fritz Viehweg, die Leitung. Nun wurde das Leipziger Schauspielhaus endgültig zur Heimstätte der jungen Literatur und zur literarischen Experimentierbühne: Stücke von Gerhart Hauptmann, Frank Wedekind, Max Dauthendey, Herbert Eulenberg, Lew Tolstoi und August Strindberg wurden bereits in der ersten Spielzeit aufgeführt.

Wilhelm Berthold (1881–1969)

Die schwierigen Jahre des Ersten Weltkriegs und der Nachkriegszeit bewältigten Viehweg und sein Verwaltungsdirektor Wilhelm Berthold 1920 durch die Gründung der Leipziger Theatergemeinde, „die mit der Ausgabe von Anteilscheinen den Fortbestand der Bühne sicherte.“ Zu wichtigen Einnahmequellen für das Privattheater wurden auch die von Bernhard Wildenhain alljährlich inszenierten Sommerschwänke und Weihnachtsmärchen, die stets für volle Häuser und Kassen sorgten.
Nach dem plötzlichen Tod Viehwegs im Jahre 1929 übernahm Wilhelm Berthold allein die Leitung des Theaters, zwischenzeitlich unterstützt durch Direktor Otto Werther. Die Spielzeiten 1928/29 und 1929/30 waren geprägt von Aufsehen erregenden Inszenierungen und Theaterskandalen wie die Aufführungen von Bruckners Krankheit der Jugend, Langers Peripherie oder Lampels Revolte im Erziehungshaus. 1929/30 gastierte das Moskauer Kammertheater unter der Leitung von Alexander Jakowlewitsch Tairow und brachte die umstrittenen Inszenierungen von Ostrowskis Gewitter und O’Neill Gier unter Ulmen zur Aufführung.
Die von Gertrude Langfelder inszenierte Uraufführung des Dramas Ritter Nérestan, das später unter dem Titel Mädchen in Uniform 1931 und 1958 verfilmt wurde, brachte den Durchbruch für die noch unbekannte Autorin Christa Winsloe, ebenso für die junge Schauspielerin Hertha Thiele in der Rolle der Manuela von Meinhardis.
Die Gesangsgruppe Comedian Harmonists erlebte mit ihrem ersten abendfüllenden Konzertprogramm Tempo Varieté im Januar 1930 den Durchbruch zu ihrer internationalen Karriere auf dieser Theaterbühne, nachdem sie dort bereits 1929 an der Aufführung der Revue Zwei Krawatten von Mischa Spoliansky mit Annemarie de Bruyn und Rudolf Schaffganz mitgewirkt hatten.
Ein Ereignis ganz anderer Art war der Auftritt des Münchner Kabaretts Die Nachrichter: „Wenn sie sich ankündigten, setzte ein Sturm auf die Theaterkassen ein, das geistige Leipzig war in diesen Tagen in der Sophienstraße. In den Spielzeiten 1931/33 erzielten die prächtigen Münchner Kabarettisten allein mit Hier irrte Goethe sechzehn und mit Der Esel ist los dreißig ausverkaufte Häuser.“
Den Nationalsozialisten war diese Bühne, auf der bis 1933 Werke von Walter Hasenclever, Georg Kaiser, Stefan Zweig, Leonhard Frank, Bertolt Brecht und Friedrich Wolf aufgeführt wurden, von Beginn an verdächtig. Die politische Einflussnahme auf die Spielpläne wirkte sich verheerend für die Kassenerträge des Privattheaters aus. Der unerwartete Riesenerfolg des Lustspiels Krach im Hinterhaus von Maximilian Böttcher konnte die Ausschaltung des Hauses nicht abwenden. Anfang 1938 gelangten der Vorstand und der Aufsichtsrat des Theaters zu der Auffassung, dass das Haus nicht mehr lebensfähig sei, sie sorgten für seine Eingliederung in den Verband der Städtischen Bühnen.
Die Abschiedsvorstellung ging am 15. Mai 1938 mit Kabale und Liebe über die Bühne. Raimund Schelcher spielte den Ferdinand, Lore Hansen die Luise. Der Schauspieler Reinhold Balqué sprach einen von Gustav Herrmann verfassten Epilog. – Am 4. Dezember 1943 wurde das Gebäude durch Brand- und Sprengbomben ein Raub der Flammen.

## Bekannte Schauspieler mit Gastrollen
| - Agatha Bârsescu 1904/05 - Albert Bassermann 1908/09, 1913/14, 1926/27, 1928/29, 1930/31, 1931/32 - Else Bassermann 1928/29, 1930/31, 1931/32 - Sarah Bernhardt und ihr Ensemble 1903/04 - Hedwig Bleibtreu 1910/11 - Curt Bois und Ensemble 1931/32 - Carl William Büller 1924/25 - Rudolf Christians 1905/06 - Terka Csillag 1902/03 - Lil Dagover und ihr Ensemble 1929/30, 1932/33 - Ernst Deutsch 1932/33 - Eleonora Duse - Blandine Ebinger - Gertrud Eysoldt 1908/09 - Helene Fehdmer 1910/11 - Alfred Gerasch - Curt Goetz 1927/28, 1929/30 - Else Heims 1910/11 | - Hilda Hofer 1897/98 mit Kurz-Ensemble - Lucie Höflich 1928/29 mit den Reinhard-Bühnen - Helmut Käutner mit den Münchner Nachrichter 1931/32, 1932/33 - Josef Kainz 1904/05, 1905/06, 1908/09 - Friedrich Kayssler 1910/11, 1915/16 - Hermine Körner 1931/32, 1932/33, 1932/33 - Else Lehmann 1913/14, 1919/20 - Adalbert Matkowsky 1897/98 mit Kurz-Ensemble, 1902/03 - Inge Meysel 1931/33 - Alexander Moissi 1910/11, 1912/13, 1917/18 - Grete Mosheim mit eigenem Ensemble 1932/33 - Asta Nielsen 1925/26 - Max Pallenberg 1914/15 - Erwin Piscator mit Ensemble 1929/30 - Rosa Poppe 1904/05 - Henny Porten mit Ensemble 1931/32 | - Emanuel Reicher 1904/05 - Max Reinhardt Ensemble 1925/26 - Helmuth Rudolph 1930/33 - Clara Salbach 1904/05 - Adele Sandrock 1914/15 - Felix Schweighofer 1904/05 - Agnes Sorma 1902/03, 1907/08, 1912/13 - Erika von Thellmann 1928/29 - Guido Thielscher 1922/23 - Helene Thimig 1928/29 mit den Reinhard-Bühnen - Harry Walden 1913/14 - Paul Wegener 1932/33 - Eduard von Winterstein - Ludwig Wüllner 1920/21 - Ida Wüst mit eigenem Ensemble 1932/33 |

## Uraufführungen am Leipziger Schauspielhaus (Auszug)
| - 1904/05: Karl Skraup Auf Szelejewo; Romain Coolus Antoinette Sabrier - 1912/13: Leo Birinski Narrentanz; Herbert Eulenberg Die Wunderkur - 1915/16: Hanns Johst Stroh; Anton Wildgans Liebe - 1916/17: Emil Gött Edelwild; Max Harlan Der Weltbürger - 1917/18: Emil Gött Mauserung - 1918/19: Hans Müller Der Schöpfer; Justinus Kerner Der Totengräber von Feldberg; Hanns Johst Der Einsame - 1919/20: Hans Reimann und Hans Natonek Der gute Mensch – Harlekin; Fritz Stavenhagen Mutter Mews - 1921/22: Hans Henny Jahnn Die Krönung Richards III.; Friedrich Neubauer Der Hühnerhof - 1922/23: Arnold und Bach Der kühne Schwimmer | - 1923/24: Gerhart Hauptmann Kaiser Maxens Brautfahrt; Hans José Rehfisch Wer weint um Juckenack - 1924/25: John Galsworthy Loyalität; Eugen Ortner Michael Hundertpfund - 1925/26: Charles Vildrac Michel Auclair (Deutsche Erstaufführung) - 1926/27: Walter Tiemann Geist in der Flasche; Gerhart Hauptmann Dorothea Angermann; Georg Kaiser Papiermühle - 1929/30: Kirchon Roter Rost; Robert Overweg Duell um Frieda; Hartwig Bonner Was spät kommt, kommt doch | - 1930/31: Leonhard Frank Hufnägel; Hans Chlumberg Wunder um Verdun; Walentin Petrowitsch Katajew Die Quadratur des Kreises; Lothar Sachs Heiraten – ausgeschlossen!; Christa Winsloe Ritter Nérestan - 1931/32: Johan van Heemskerk Der vollkommene Adrian; Joachim Ringelnatz Die Flasche - 1932/33: Walter Hasenclever und Peter Panther Christoph Columbus oder Die Entdeckung Amerikas; Viktor Werner und Max Brod Glorius, der Wunderkomödiant; Ödön von Horváth Kasimir und Karoline (Gastspiel der Berliner Bühnen) |